# Майнер (округ)
Округ Майнер (англ. Miner County) располагается в штате Южная Дакота, США. Официально образован в 1873 году. По состоянию на 2010 год, численность населения составляла 2389 человек.

## География
По данным Бюро переписи США, общая площадь округа равняется 1481 км2, из которых 1477 км2 суша и 4 км2 или 0,290 % это водоёмы.

## Население
По данным переписи населения 2000 года в округе проживает 2 884 жителей в составе 1 212 домашних хозяйств и 789 семей. Плотность населения составляет 2,00 человек на км2. На территории округа насчитывается 1 408 жилых строений, при плотности застройки около 1,00-ти строений на км2. Расовый состав населения: белые — 98,75 %, афроамериканцы — 0,52 %, коренные американцы (индейцы) — 0,31 %, азиаты — 0,10 %, гавайцы — 0,00 %, представители других рас — 0,10 %, представители двух или более рас — 0,21 %. Испаноязычные составляли 0,62 % населения независимо от расы.
В составе 28,20 % из общего числа домашних хозяйств проживают дети в возрасте до 18 лет, 56,50 % домашних хозяйств представляют собой супружеские пары проживающие вместе, 5,40 % домашних хозяйств представляют собой одиноких женщин без супруга, 34,90 % домашних хозяйств не имеют отношения к семьям, 32,30 % домашних хозяйств состоят из одного человека, 16,90 % домашних хозяйств состоят из престарелых (65 лет и старше), проживающих в одиночестве. Средний размер домашнего хозяйства составляет 2,33 человека, и средний размер семьи 2,98 человека.
Возрастной состав округа: 25,50 % моложе 18 лет, 5,60 % от 18 до 24, 22,70 % от 25 до 44, 22,30 % от 45 до 64 и 22,30 % от 65 и старше. Средний возраст жителя округа 42 лет. На каждые 100 женщин приходится 99,60 мужчин. На каждые 100 женщин старше 18 лет приходится 97,00 мужчин.
Средний доход на домохозяйство в округе составлял 29 519 USD, на семью — 36 667 USD. Среднестатистический заработок мужчины был 25 297 USD против 20 469 USD для женщины. Доход на душу населения составлял 15 155 USD. Около 8,20 % семей и 11,80 % общего населения находились ниже черты бедности, в том числе — 14,70 % молодежи (тех, кому ещё не исполнилось 18 лет) и 13,20 % тех, кому было уже больше 65 лет.